# Tisanart Sornsuek
Tisanart Sornsuek (tiếng Thái: ทิสานาฏ ศรศึก, phiên âm: Thi-sa-nát Son-sức, sinh ngày 05 tháng 05 năm 1993) còn có nghệ danh là Now (นาว), là một nữ diễn viên và người mẫu người Thái Lan. Cô được biết đến qua phim điện ảnh Love Julinsee và phim truyền hình Hương sắc hận thù (2014), Lời nguyền Dok Soy (2016), Bầu trời ngàn sao (2017), Huyết mạch kiêu hùng (2018), Chuyện tình nàng phản diện (2019), Trái tim đấng nam nhi (2019), Trái tim chàng dũng sĩ (2019), Trái tim băng giá / Lối rẽ con tim (2021). Hiện cô là diễn viên của Đài Channel 7 (CH7).

## Tiểu sử
Tisanart bắt đầu sự nghiệp đóng phim với Jirayu La-ongmanee qua phim điện ảnh Teen “Love Julinsee”. Sau đó, cô bắt đầu đóng phim truyền hình Num và thủ vai Dawan qua phim Horb Ruk Ma Hom Pah chiếu đài CH7 vào năm 2011. Năm 2013, cô thủ vai phụ trong Aya Ruk. Sau đó cô thủ vai chính phim Kom Payabaht và Kularb Len Fai năm 2014. Cô tiếp tục tham gia phim Atitha và Sarb Dok Soi. Vào năm 2015, Tisanart đã đoạt được giải thưởng vinh dự, tại lễ trao giải diễn ra hằng năm của Thái Lan là MAYA Awards.
Năm 2017, cô đóng vai chính với Akkaphan Namart in La Ong Dao (ละอองดาว). Cô trở thành là diễn viên truyền hình nổi tiếng Thái Lan.
Cùng với ngoại hình và khả năng diễn xuất nổi trội, Tisanart trở thành ngôi sao nổi tiếng được nhiều người biết đến của đất nước Thái Lan.
Bộ phim mới nhất của Tisanart có tên Nang Rai (Chuyện Tình Nàng Phản Diện) được công chiếu trên đài Chanel 7 đã nhận được nhiều ý kiến tích cực của các “mọt phim”, vì khả năng diễn xuất khá tốt của cô.

## Các bộ phim đã từng tham gia

### Phim truyền hình
| Năm  | Phim                                                                    | Vai                            | Đóng với                  | Đài |
| ---- | ----------------------------------------------------------------------- | ------------------------------ | ------------------------- | --- |
| 2011 | Num                                                                     | Punfu                          | Nawapol Lumpoon           | CH7 |
| 2011 | Horb Ruk Ma Hom Pah                                                     | Dawan                          | Chanapol Satya            | CH7 |
| 2013 | Seua Sang Fah 2: Payak Payong Sức mạnh mãnh hổ xanh                     | Rachawadee (Wadee)             | Wongsakorn Poramathakorn  | CH7 |
| 2013 | Aya Ruk                                                                 | Neua-Thong                     |                           | CH7 |
| 2013 | Yommaban Chao Kha 2                                                     | Samru                          |                           | CH7 |
| 2014 | Kom Payabaht Hương sắc hận thù                                          | Noi / Noy / Marayart           | Pataradet Sa-nguankwamdee | CH7 |
| 2014 | Kularb Len Fai                                                          | Aom                            | Veraparb Suparbpaiboon    | CH7 |
| 2016 | Atitha Quá khử                                                          | Jangapor / Jao Jan             | Pataradet Sa-nguankwamdee | CH7 |
| 2016 | Sarb Dok Soi Lời nguyền Dok Soy                                         | Dok Soi                        | Wongsakorn Poramathakorn  | CH7 |
| 2017 | La Ong Dao Bầu trời ngàn sao                                            | La Ong Dao/Tan                 | Akkaphan Namart           | CH7 |
| 2018 | Sai Lohit Huyết mạch kiêu hùng                                          | Daorueng / "Dao"               | Saran Sirilak             | CH7 |
| 2019 | Nang Rai Chuyện tình nàng phản diện                                     | Kaewalai / "Kae"               | Kumkrit Piyaphun          | CH7 |
| 2019 | Hua Jai Look Poochai Trái tim đấng nam nhi                              | Pinpak / "Pin"                 | Hussawee Pakrapongpisan   | CH7 |
| 2019 | Series Suparburut Jorm Jon: Duang Jai Kabot Trái tim chàng dũng sĩ      | Princess Saengjunta / Chao Joi | Pataradet Sa-nguankwamdee | CH7 |
| 2019 | Series Suparburut Jorm Jon: Maturot Logan Âm thanh địa ngục (khách mời) | Princess Saengjunta / Chao Joi | Pataradet Sa-nguankwamdee | CH7 |
| 2021 | Wong Wean Hua Jai Trái tim băng giá / Lối rẽ con tim                    | Buphachart Pimukyothakan (Bow) | Saran Sirilak             | CH7 |
| 2021 | Mae Bia Nàng rắn                                                        | Mekkala Thanakit (Me)          | Kantapong Bamrongrak      | CH7 |
| 2023 | Sroi Nakee                                                              | Tawadee                        | Worrapon Jintakoson       | CH7 |
|      | Sanae Nang                                                              | Nang                           |                           | CH7 |

### Phim điện ảnh
| Năm  | Phim          | Vai diễn | Đóng với                              |
| ---- | ------------- | -------- | ------------------------------------- |
| 2011 | Love Julinsee | Hatai    | Jirayu La-ongmanee, Alexander Rendell |